# Bressey-sur-Tille
Bressey-sur-Tille – miejscowość i gmina we Francji, w regionie Burgundia-Franche-Comté, w departamencie Côte-d’Or.
Według danych na rok 1990 gminę zamieszkiwało 499 osób, a gęstość zaludnienia wynosiła 69 osób/km² (wśród 2044 gmin Burgundii Bressey-sur-Tille plasuje się na 460. miejscu pod względem liczby ludności, natomiast pod względem powierzchni na miejscu 1097.).